# Dysderocrates marani
Dysderocrates marani är en spindelart som först beskrevs av Josef Kratochvíl 1937.  Dysderocrates marani ingår i släktet Dysderocrates och familjen ringögonspindlar. Inga underarter finns listade i Catalogue of Life.